# グロ族
グロ族（グロぞく、Guro）は、コートジボワールに住む部族。

## 居住地
コートジボワール南西部の熱帯雨林に住んでいる。

## 生活
米、ヤムイモ、プランテンバナナを主食とする。

## 宗教
中部グロ族には、重要な首長が死ぬと、人間を生贄に捧げる風習があった。